# Jonathan Mestel
Andrew Jonathan Mestel (Cambridge, 13 marzo 1957) è un matematico e scacchista inglese.
Noto anche come Jon Mestel, è professore di matematica applicata all'Imperial College di Londra, e si occupa di magnetoidrodinamica e di fluidodinamica biologica. Ha ottenuto il dottorato con una tesi sulla "Levitazione magnetica di metalli liquidi" presso l'Università di Cambridge. È figlio dell'astronomo Leon Mestel. 
Si è distinto come giocatore di scacchi. Nel 1974 vinse il Campionato del mondo di scacchi dei giovani; vinse anche quattro volte il Campionato britannico (nel 1974, 1976, 1983 e 1988). Tra il 1976 e il 1988,  Mestel ha rappresentato sei volte l'Inghilterra nelle Olimpiadi degli scacchi, vincendo l'oro individuale nelle Olimpiadi di  Salonicco 1984.
Nel 1982 ottenne il titolo di Grande Maestro Internazionale attribuito dalla FIDE. 
Mestel ha anche il titolo di Grande Maestro nella soluzione dei problemi e studi di scacchi, ed è stato la prima persona della storia a ricevere questi due titoli insieme. Nel 2007 vinse il Campionato del mondo di soluzione, dopo essere stato terzo nel 2002 e secondo nel 2005.